# سوسک‌های ولگرد
سوسک‌های ولگرد (Staphylinidae) تیره‌ای از قاب‌بالان هستند. ۵۸/۰۰۰ گونه و هزاران سرده سوسک در این تیره قرار دارند. این تیره بزرگترین تیره سوسک‌ها محسوب می‌گردد.

## نگارخانه

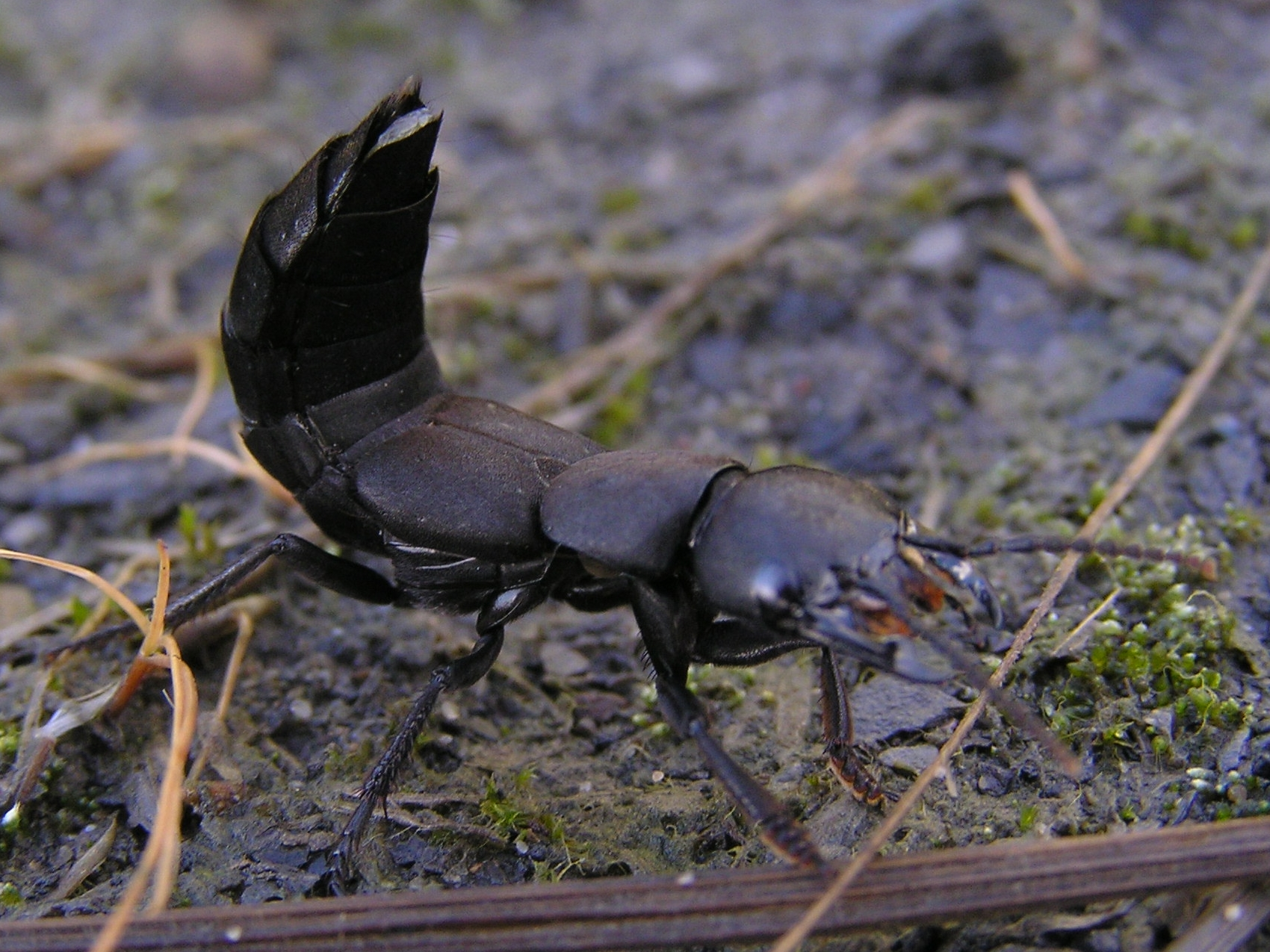
Ocypus sp.
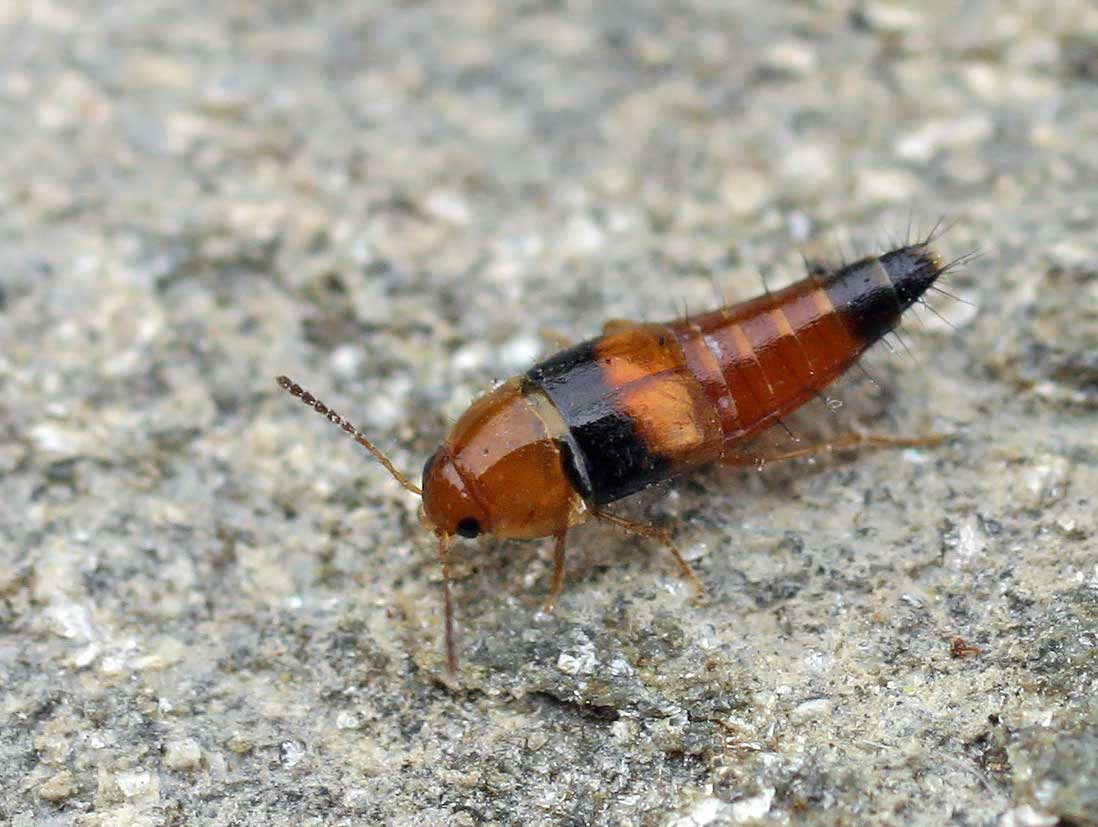
Tachyporus obtusus
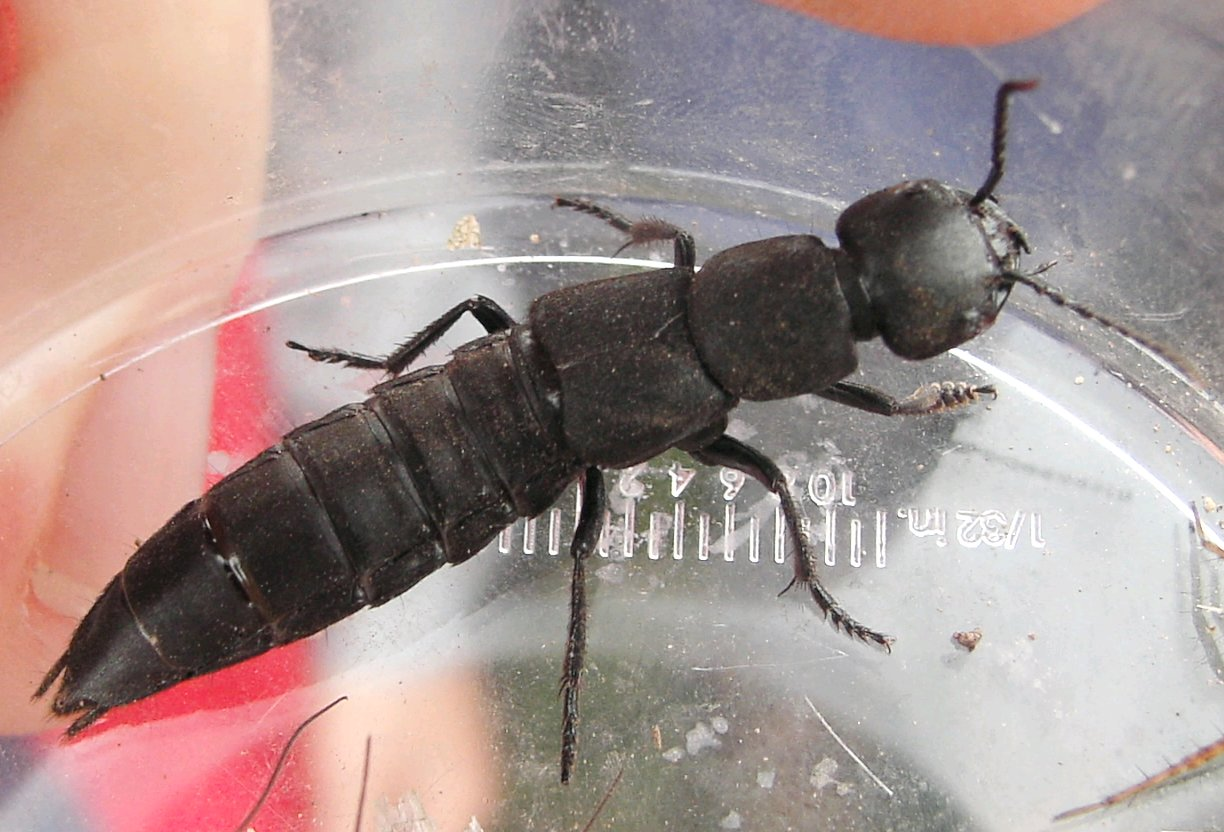
Ocypus olens
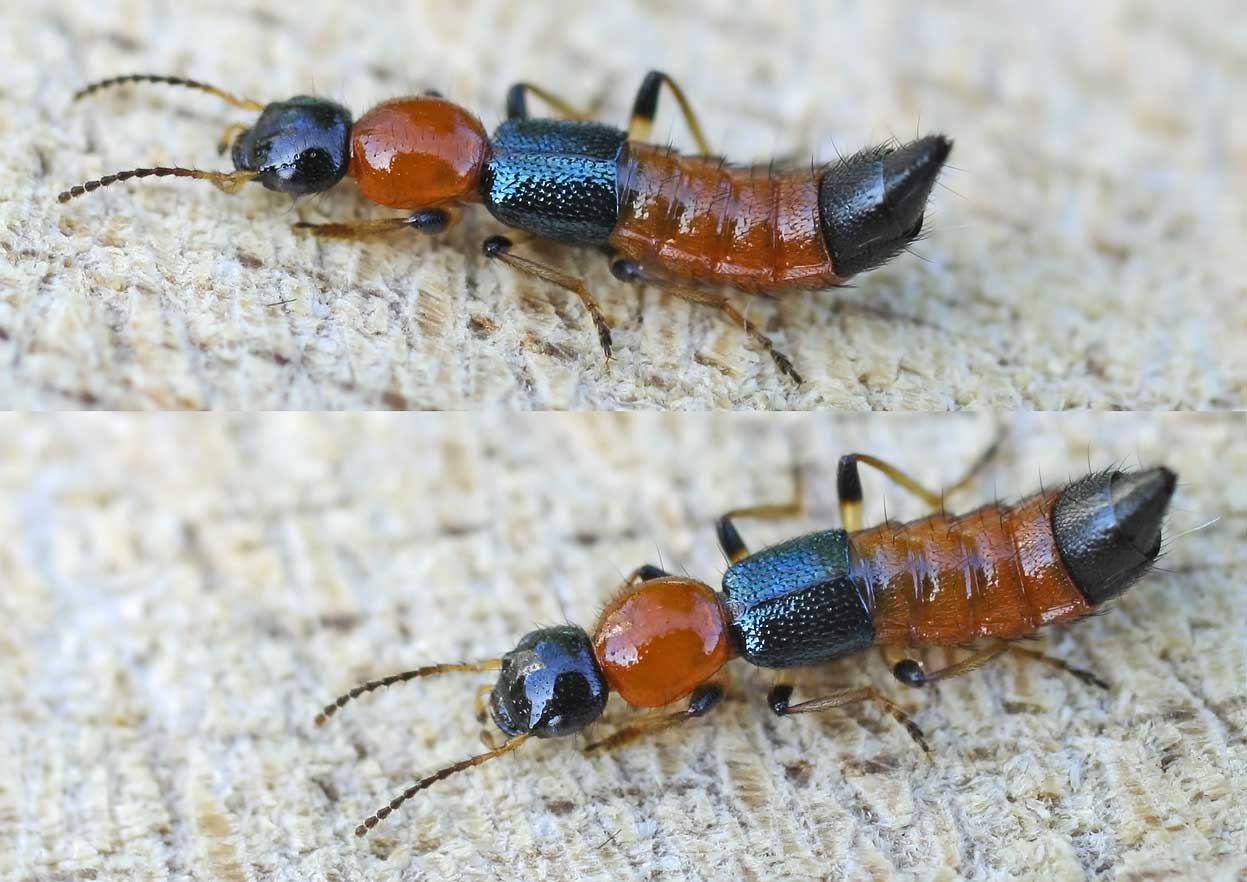
Paederus littoralis
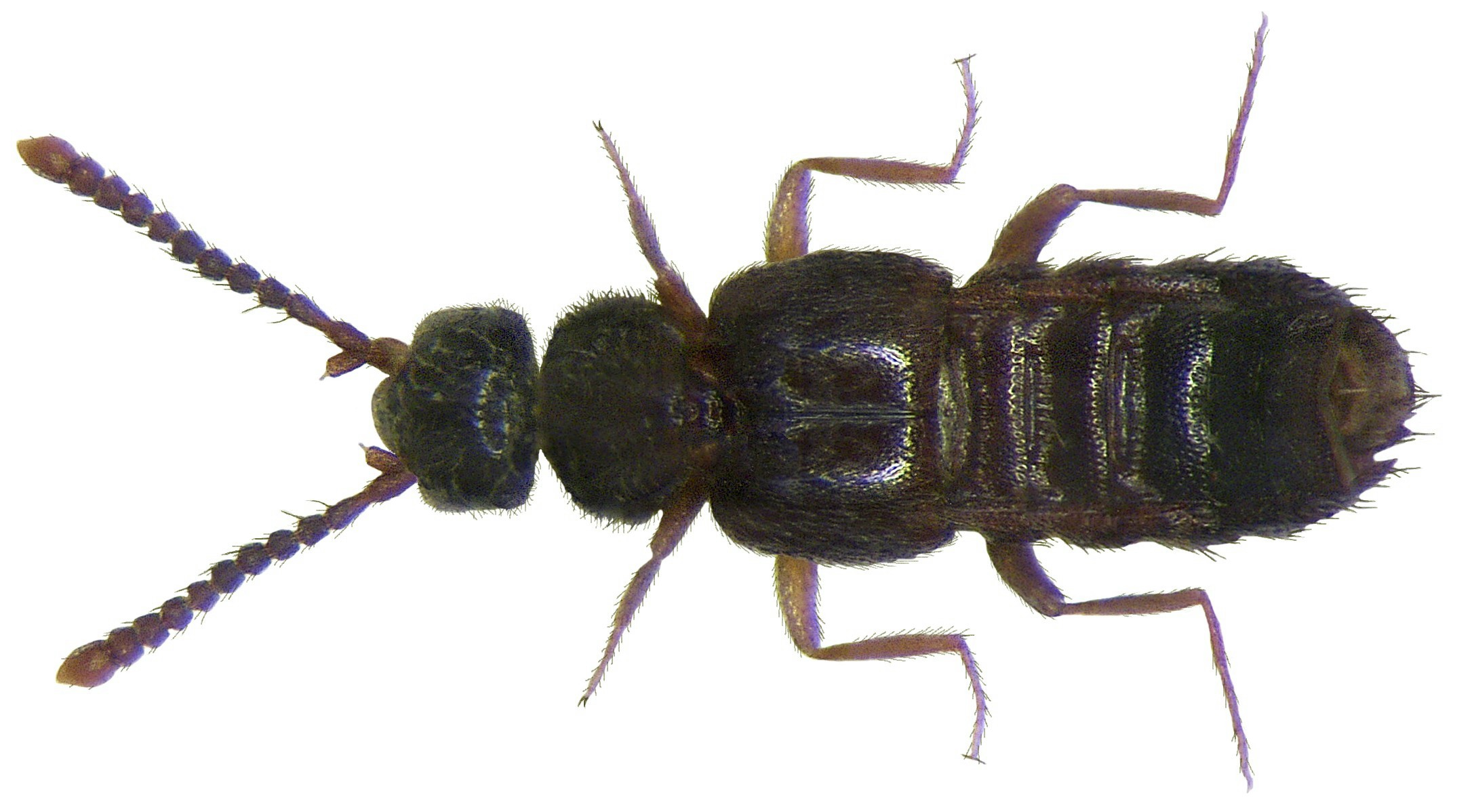
Cordalia tsavoana
- Ontholestes tessellatus